# Lycosa koyuga
Lycosa koyuga este o specie de păianjeni din genul Lycosa, familia Lycosidae, descrisă de Mckay, 1979.
Este endemică în Western Australia. Conform Catalogue of Life specia Lycosa koyuga nu are subspecii cunoscute.